# Васильєв Василь Іванович
Васи́ль Іва́нович Васи́льєв (5 січня 1947) — народний депутат України 1-го скликання.

## Життєпис
Народився 5 січня 1947 року, в місті Макіївка, Донецька область, УРСР в сім'ї робітників. Освіта вища, гірничий інженер, закінчив Новочеркаський політехнічний інститут.
1966 — служба в Радянській Армії.
1969 — прохідник, кріпильник, голова профспілкового комітету шахти імені газети «Соціалістичний Донбас».
Гірничий робітник очисного вибою шахти імені Стаханова ВО «Красноармійськвугілля».
1982 — репресований з політичних мотивів, згодом виправданий.
1994 — помічник командира 10 Воєнізованого гірничо-рятувального загону міста Димитров (нині Мирноград).
Член КПРС, секретар парторганізації дільниці; голова страйкового комітету шахти.
Висунутий кандидатом у народні депутати, трудовим колективом шахти ім. Стаханова ВО «Красноармійськвугілля».
18 березня 1990 року обраний народним депутатом України 1-го скликання, 2-й тур 70.69 % голосів, 12 претендентів.
- Донецька область
- Красноармійський міський виборчий округ № 129
- Дата прийняття депутатських повноважень: 15 травня 1990 року.
- Дата припинення депутатських повноважень: 10 травня 1994 року.

Входив до Народної Ради, фракції Конгресу національно-демократичних сил.
Член Комісії ВР України з питань розвитку базових галузей народного господарства.
Одружений, має двоє дітей.